# Adjudant (functie)

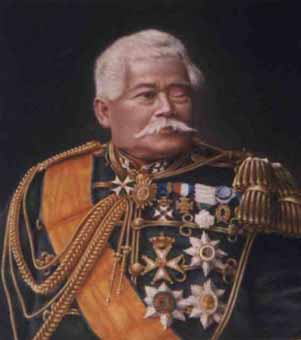
Generaal Karel van der Heijden was adjudant van de koning en draagt de daarbij behorende nestels

Een adjudant is de persoonlijke assistent van een hooggeplaatst persoon, doorgaans van een hoge militaire bevelhebber, een bewindsman, een hogepriester of een staatshoofd. Het woord komt van het Latijnse adiuvare of adjuvare, 'helpen'. In het Latijn is het woord voor 'adjudant' adiutor. 

## Nederlandse Hof
Adjudanten van Zijne Majesteit de Koning maken deel uit van het Militaire Huis van de Koning en waren in het verleden verantwoordelijk voor onder andere het maken van militaire plannen toen de Koning ook het leger aanvoerde. Tegenwoordig hebben adjudanten een meer ceremoniële taak en hebben zij een belangrijke taak in de voorbereiding van evenementen en ceremonieel waar leden van het koningshuis aanwezig zijn. Hierbij worden zij ondersteund door ordonnansofficieren. 
Een adjudant, altijd een officier, draagt vaak bijzondere versierselen op zijn uniform om hem als zodanig te herkennen. De (Nederlandse) adjudanten dragen een gouden nestel, altijd aan de rechterzijde en zijn aan dit laatste direct herkenbaar.  
In het verleden waren adjudanten veelal van adel, maar sinds de Tweede Wereldoorlog is dat nog zelden zo. Met de tot adjudant benoemde Soldaat van Oranje ontstond een nieuwe traditie waarbij kandidaat adjudanten werden aangenomen vanwege operationele ervaring en prestaties. Op dit moment zijn er 8 actieve adjudanten.  
Er werd in het verleden ook onderscheid gemaakt tussen een veldadjudant (Frans: aide de camp, Engels: aide-de-camp) voor een adjudant in het leger (niet in het Nederlandse leger) en een vleugeladjudant, zijnde een adjudant die een vorst terzijde staat en deel uitmaakt van de hofhouding. In de dagelijkse praktijk wordt dit onderscheid niet meer gemaakt. 

## Belgische Hof
In België kiest de koning zelf zijn vleugeladjudanten uit, deze benoemingen worden in het staatsblad gepubliceerd. Adjudanten vallen onder bevel van de Chef van het militaire Huis. Een adjudant die op rust gaat, kan, mits toestemming, tot ere-vleugeladjudant worden benoemd.
- Édouard baron Empain, Ere-Vleugeladjudant des Konings
- Albert Maes, vleugeladjudant van koning Albert I (1910-1914)
- Gerard Van Caelenberge, vleugeladjudant van koning Albert II (2005) en Ere-Vleugeladjudant van de Koning.[2]
- Marc Compernol, vleugeladjudant van koning Filip (2010)[3]
- Claude Van de Voorde, vleugeladjudant van koning Albert (2011) en koning Filip (2013)
- Frederik Vansina, vleugeladjudant van koning Filip (2016)
- Jean-Marie Jockin ere-vleugeladjudant van de Koning, en Militaire Commandant van het Paleis der Natie.[4][5]
- Alexis Eenens

## zie ook
- Chef van het Militair Huis van de Koning